# Bobby Hutcherson
Robert „Bobby” Hutcherson (ur. 27 stycznia 1941 w Los Angeles, zm. 15 sierpnia 2016 w Montarze) – amerykański wibrafonista i kompozytor jazzowy, znany zarówno jako twórca albumów solowych, jak i ceniony sideman, który nagrywał z wieloma słynnymi muzykami, takimi jak Joe Chambers, Eric Dolphy, Dexter Gordon, Grant Green, Herbie Hancock, Joe Henderson, Andrew Hill, Freddie Hubbard, Jackie McLean, Grachan Moncur III, Tony Williams czy Archie Shepp. W roku 2010 został uhonorowany przez NEA nagrodą Jazz Master.

## Dyskografia
Opracowano na podstawie materiału źródłowego.

### Jako lider
Blue Note Records:
- The Kicker (1963)
- Dialogue (1965)
- Components (1965)
- Happenings (1966)
- Stick-Up! (1966)
- Oblique (1967)
- Patterns (1968)
- Total Eclipse (1968)
- Spiral (1968)
- Medina (1969)
- Now! (1969)
- San Francisco (1970)
- Head On (1971)
- Natural Illusions (1972)
- Bobby Hutcherson Live at Montreux (1973)
- Cirrus (1974)
- Linger Lane (1974)
- Inner Glow (1975)
- Montara (1975)
- The View from the Inside (1976)
- Waiting (1976)
- Knucklebean (1977)
- Enjoy the View (2014)

Columbia Records:
- Highway One (1978)
- Conception: The Gift of Love (1979)
- Un Poco Loco (1979)

Landmark Records:
- Good Bait (1984)
- Color Schemes (1985)
- It Ain't Easy (1985)
- In the Vanguard (1987)
- Cruisin' The Bird (1988)
- Ambos Mundos (1989)
- Mirage (1991)
- Landmark (1992)

Inne wytwórnie:
- Blow Up (Jazz Music Yesterday, 1969)
- Solo/Quartet (Contemporary, 1982)
- Farewell Keystone (Theresa Records, 1982)
- Four Seasons (Timeless, 1983)
- Acoustic Masters II (Atlantic, 1993)
- Skyline (Verve, 1999)
- Little B's Poem (E.J.'s Records, 1999)
- For Sentimental Reasons (Kind of Blue, 2007)
- Wise One (Kind of Blue, 2009)
- Somewhere in the Night (Kind of Blue, 2012)

### Jako sideman
Curtis Amy, Frank Butler:
- Groovin' Blue (Pacific Jazz, 1961)

The Aquarians:
- Jungle Grass (Uni, 1969)

Kenny Barron:
- Other Places (Verve, 1993)

Dave Burns:
- Warming Up (Vanguard, 1962)

Donald Byrd:
- Ethiopian Knights (Blue Note, 1971)
- A City Called Heaven (Landmark, 1991)

George Cables:
- Cables' Vision (Contemporary, 1979)

Todd Cochran:
- Worlds Around the Sun  (Prestige, 1972)

Stanley Cowell:
- Brilliant Circles (Freedom Records, 1969)

Joey DeFrancesco:
- Organic Vibes (Concord, 2006)

Smith Dobson:
- Sasha Bossa (Quartet, 1988)

Eric Dolphy:
- Iron Man (Douglas, 1963)
- Conversations (Fred Miles, 1963)
- Out to Lunch! (Blue Note, 1964)

Bruce Forman:
- Full Circle (Concord, 1984)
- There are Times (Concord, 1987)

Chico Freeman:
- Destiny's Dance (Contemporary, 1981)

Kenny Garrett:
- Happy People (Warner Bros., 2001)
- Beyond the Wall (Nonesuch, 2006)

Luis Gasca:
- Collage (Fantasy, 1975)

Dexter Gordon:
- Gettin' Around (Blue Note, 1964)
- Sophisticated Giant (Columbia, 1977)
- The Other Side of Round Midnight (Blue Note, 1985)

Grant Green:
- Idle Moments (Blue Note, 1964)
- Street of Dreams (Blue Note, 1964)

Al Grey:
- Snap Your Fingers (Argo, 1962)
- Having a Ball (Argo, 1963)
- Night Song (Argo, 1962)

Herbie Hancock:
- Round Midnight (Columbia, 1985)

John Handy:
- New View (Columbia, 1967)

Roy Haynes:
- Thank You Thank You (Galaxy, 1977)

Eddie Henderson:
- Sunburst (Blue Note, 1975)

Joe Henderson:
- Mode for Joe (Blue Note, 1966)

John Hicks:
- John Hicks (Theresa, 1984)
- In Concert (Theresa, 1984 [1986])

Andrew Hill:
- Judgment! (Blue Note, 1963)
- Andrew!!! (Blue Note, 1964)
- Eternal Spirit (Blue Note, 1989)

Stix Hooper:
- The World Within (MCA, 1979)

Freddie Hubbard:
- Keystone Bop Vol. 2: Friday & Saturday (Prestige, 1981)
- Keystone Bop: Sunday Night (Prestige, 1981)

Ron Jefferson:
- Love Lifted Me (Pacific Jazz, 1962)

Barney Kessel:
- Feeling Free (Contemporary, 1969)

Osamu Kitajima:
- Masterless Samurai (Headfirst, 1979)

Harold Land:
- The Peace-Maker (Cadet, 1967)
- A New Shade of Blue (Mainstream, 1971)
- Choma (Mainstream, 1971)
- Xocia's Dance (Sue-sha's Dance) (Muse, 1981)

Prince Lasha, Sonny Simmons:
- Firebirds (Contemporary, 1968)

John Lewis:
- Slavic Smile (Baystate, 1982)

Abbey Lincoln:
- Wholly Earth (Verve, 1998)

Eddie Marshall:
- Dance of the Sun (Timeless, 1977)

Les McCann:
- Oat Meal b/w One More Ham Hock Please (Pacific Jazz, 1961)

Jackie McLean:
- One Step Beyond (Blue Note, 1963)
- Destination… Out! (Blue Note, 1964)
- Action (Blue Note, 1964)

Billy Mitchell:
- This Is Billy Mitchell (Smash, 1962)

Grachan Moncur III:
- Evolution (Blue Note, 1963)

Frank Morgan:
- Reflections (Contemporary, 1988)

Lee Morgan:
- The Procrastinator (Blue Note, 1967)

Grassella Oliphant:
- The Grass Roots (Atlantic, 1965)

John Patton:
- Let 'em Roll (Blue Note, 1965)

Duke Pearson:
- The Phantom (Blue Note, 1968)
- I Don't Care Who Knows It (Blue Note, 1969)

Lou Rawls:
- At Last (Blue Note, 1989)

Dianne Reeves:
- I Remember (Blue Note, 1988)

Sonny Rollins:
- No Problem (Milestone, 1981)

Ted Rosenthal:
- Calling You (CTI, 1992)

Joe Sample:
- Roles (MCA, 1987)

Pharoah Sanders:
- Rejoice (Theresa, 1981)

SFJAZZ Collective:
- Live 2004 Inaugural Concert Tour (SFJazz, 2004)
- Live 2005 2nd Annual Concert Tour (SFJazz, 2005)
- SFJAZZ Collective (Nonesuch, 2005)
- SFJAZZ Collective 2 (Nonesuch, 2006)
- Live 2006 3rd Annual Concert Tour (SFJazz, 2006)
- Live 2007 4th Annual Concert Tour (SFJazz, 2007)

Woody Shaw:
- Master of the Art (Elektra/Musician, 1982)
- Night Music (Elektra/Musician, 1982)

Archie Shepp:
- On This Night (Impulse!, 1965)
- New Thing at Newport (Impulse!, 1965)

Sonny Stitt:
- Just in Case You Forgot How Bad He Really Was (32 Jazz, 1981)

Timeless All Stars:
- It's Timeless (Timeless, 1982)
- Timeless Heart (Timeless, 1983)
- Essence (Delos, 1986)
- Time for the Timeless All Stars (Early Bird, 1991)

McCoy Tyner:
- Time for Tyner (Blue Note, 1968)
- Sama Layuca (Milestone, 1974)
- Together (Milestone, 1978)
- Quartets 4 X 4 (Milestone, 1980)
- La Leyenda de La Hora (Columbia, 1981)
- Manhattan Moods (Blue Note, 1993)
- Land of Giants (Telarc, 2003)

Harold Vick:
- The Caribbean Suite (RCA Victor, 1966)

Larry Vuckovich:
- Blue Balkan (Inner City, 1980)

Cedar Walton:
- Among Friends (Theresa, 1982 [1989])

Paula West:
- Come What May (Hi Horse, 2001)

Tony Williams:
- Life Time (Blue Note, 1964)
- Foreign Intrigue (Capitol, 1985)

Gerald Wilson:
- Everywhere (Pacific Jazz, 1968)
- California Soul (World Pacific, 1968)
- Eternal Equinox (World Pacific, 1969)